# Chizarira-Nationalpark
Chizarira National Park liegt im Nordwest von Simbabwe in der Provinz Matabeleland North, wo er an den Hwange National Park grenzt, an die Victoria-Fälle, den Sambesi und den obersten Teil des Kariba-Stausees.
Der Park ist mit den anschließenden Safariparks Chete und Chirisa über 192.000 ha groß, seit 1938 ein Schutzgebiet mit Jagdverbot, seit 1963 ein Tierschutzgebiet und seit 1975 ein Nationalpark. Sein Gebiet ist eine Mischung aus dichtem Wald, Flussauen und den Tundazibergen. Es ist der am wenigsten entwickelte und erschlossene Nationalpark des Landes, den nur Naturliebhaber besuchen, die staubige Feldwege, Zelt und Schlafsack nicht scheuen. Dieser Park ist so gut wie nicht erschlossen. Reservierungen müssen im National Park Office in Harare gemacht werden und der Besuch selbst ist nur mit einem Führer erlaubt. Es gibt zwar neben einigen äußerst rudimentären Unterkünften auch in den Randbereichen das Kazwizi Camp mit fließend Wasser, Duschen und Toiletten sowie die exklusive Chizaria Wilderness Lodge, doch für ein so großes Gebiet stellt das eine Unterversorgung dar. Der Park ist in Richtung Binga eine unberührte Wildnis und vermutlich nicht komplett im Detail kartographiert. Das Gelände fällt zum Sambesi 600 m ab und ist von Mopane-Buschland geprägt. Flüsse wie Mcheni und Lwizikululu haben tiefe Schluchten gegraben. Die Südgrenze des Parkes bildet der Fluss Busi mit seinen Auen und Akazienwäldern (Acacia albida).
Am vorderen Teil des Parkes zu Gokwe hin liegt Chirisa und am Kariba-Stausee Chete, beides Safarigebiete für Jagdtouristen. Dort gibt es die entsprechenden Lodges und Unterkünfte.